# Gérygone à collier noir
Aphelocephala nigricincta
Espèce
Statut de conservation UICN

 LC  : Préoccupation mineure
La Gérygone à collier noir (Aphelocephala nigricincta) est une espèce de passereaux de la famille des Acanthizidae.

## Répartition
Elle est endémique en Australie.